# Campeonato Mundial de Baloncesto de 1950
El Campeonato mundial de baloncesto de 1950 fue el primero organizado por FIBA Federación Internacional de Baloncesto. Se llevó a cabo en Buenos Aires, Argentina entre el 22 de octubre y el 3 de noviembre de 1950. Todos los partidos se disputaron en el estadio Luna Park. En el torneo participaron 10 selecciones nacionales (8 de una fase de calificación, 1 invitada y el organizador). El campeón fue Argentina que derrotó en el partido final 64-50 a Estados Unidos para terminar invicto la ronda final (5-0).

## Organización
En el congreso que realizó la FIBA en 1948 durante el desarrollo de los Juegos Olímpicos, el secretario general William Jones propuso la idea de un Campeonato Mundial de Baloncesto. También propuso como sede de dicho torneo a Argentina porque los países europeos se encontraban devastados por la reciente guerra. Además, Argentina había sido uno de los países fundadores de la FIBA con un buen equipo en ese momento. Por otro lado, el presidente Juan Domingo Perón quería organizar ese torneo para llamar la atención de su país, incluso el jefe de Estado estuvo presente en el estadio en el último partido del campeonato entre Argentina y Estados Unidos.[cita requerida]

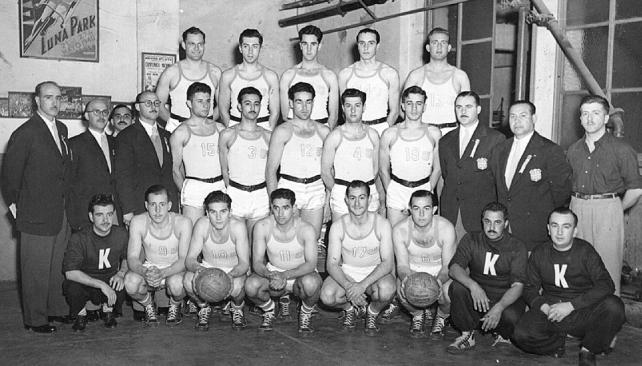
Argentina en 1950, primer campeón mundial

## Sede

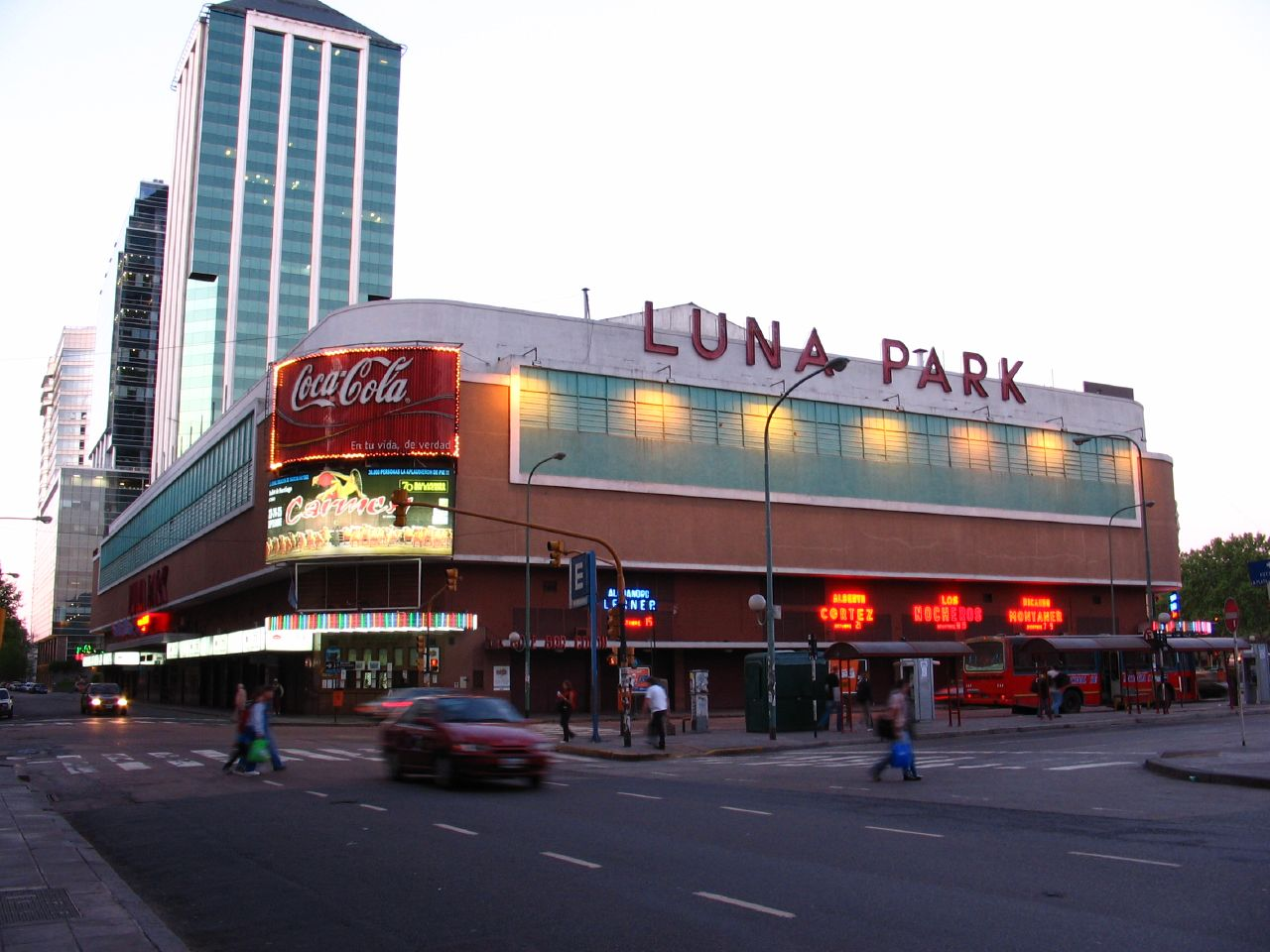
Luna Park, sede del mundial

| Ciudad       | Instalación | Capacidad |
| ------------ | ----------- | --------- |
| Buenos Aires | Luna Park   | 20 000    |

## Equipos participantes
Después de ser aceptada Argentina como sede del Campeonato Mundial se definió qué países participarían en el torneo. Argentina (País organizador), Estados Unidos, Francia, Brasil (3 mejores de los Juegos Olímpicos Londres 1948), Egipto (Campeón Europeo 1949), Italia, España (Torneo de Calificación Europeo Niza 1950), Uruguay, Chile (2 mejores del Sudamericano 1949, excepto Brasil) y Ecuador (Invitado por el comité organizador).
- Italia abandonó el torneo por motivos económicos, por lo que fue sustituida por la tercera clasificada en el Torneo de Calificación Europeo: (Yugoslavia).
- Uruguay se retiró, ya que a algunos reporteros se les negó el visado, siendo sustituida por la siguiente clasificada en el Sudamericano: (Perú).

| Fase de calificación                                               | Fase de calificación             |
| ------------------------------------------------------------------ | -------------------------------- |
| Juegos Olímpicos - Eurobasket 1949 - Sudamericano 1949 - Niza 1950 |                                  |
| América                                                            | Europa                           |
| Argentina Brasil Chile Ecuador Estados Unidos Perú                 | Egipto España Francia Yugoslavia |

## Árbitros
| Ernesto Lastra Juan Carlos Sánchez Mario Lescourieux Aladino Astuto César Rego Monteiro Gonzalo Bulnes Herrera Abdelazim Ashri | William Juengling Mariano del Río Garcimartín André Siener Gualtiero Follati Eduardo Airaldi Carlos B. Ceballos Marcel Pfeuti |

- La final fue dirigida por Marcel Pfeuti y Gualtiero Follati

## Formato de competencia
Se sembraron 4 selecciones (Ecuador, Egipto, Perú, Yugoslavia) en la Fase I de la ronda preliminar y las otras 6 selecciones en la Fase II.
- Ronda Preliminar Los ganadores avanzaron a la Fase II de la Ronda Preliminar, los perdedores a la Fase I del repechaje; Los ganadores de la Fase II avanzaron a la Ronda Final los perdedores al repechaje.
- Repechaje La Fase I la conformaron los perderdores de la Fase I de la Ronda Preliminar y los perdodores de la Fase II de la Ronda Preliminar (que no habían disputado la Fase I de la Ronda Preliminar), los ganadores avanzaron a la Fase II del Repechaje y los perdedores jugaron la Ronda de Calificación; los ganadores de la Fase II avanzaron a la Ronda Final y los perdedores jugaron la Ronda de Calificación.
- Ronda de Calificación Se jugó una ronda (3 juegos por selección) con los cuatro equipos para clasificarlos en las posiciones 7 a 10.
- Ronda Final Participaron las 6 selecciones se jugó una ronda (5 juegos por selección) donde se consideró campeón, subcampeón, y tercer lugar a los tres primeros lugares.

## Ronda preliminar
Los horarios corresponden a la hora de Buenos Aires.

### Fase I
| 22 de octubre           | Perú                    | 33-27                   | Yugoslavia                                                        |  |
| Reporte                 |                         |                         |                                                                   |  |
| Parciales: 18-16, 15-11 | Parciales: 18-16, 15-11 | Parciales: 18-16, 15-11 | Luna Park, Buenos Aires Árbitro(s): Ernesto Lastra, Marcel Pfeuti |  |
| Virgilio Drago 10       | Pts                     | 12 Vilmos Lóczi         | Luna Park, Buenos Aires Árbitro(s): Ernesto Lastra, Marcel Pfeuti |  |

| 22 de octubre           | Egipto                  | 43-37                   | Ecuador                                                               |  |
| Reporte                 |                         |                         |                                                                       |  |
| Parciales: 18-22, 25-15 | Parciales: 18-22, 25-15 | Parciales: 18-22, 25-15 | Luna Park, Buenos Aires Árbitro(s): Gualtiero Follati, Aladino Astuto |  |
| Medhat Youssef 16       | Pts                     | 9 Alfredo Arroyave      | Luna Park, Buenos Aires Árbitro(s): Gualtiero Follati, Aladino Astuto |  |

- Perú y Egipto clasificaron a la Fase II de la Ronda Preliminar; Yugoslavia y Ecuador jugaron la Fase I del Repechaje.

### Fase II
| 23 de octubre           | Estados Unidos          | 37-33                   | Chile                                                               |  |
| Reporte                 |                         |                         |                                                                     |  |
| Parciales: 20-19, 17-14 | Parciales: 20-19, 17-14 | Parciales: 20-19, 17-14 | Luna Park, Buenos Aires Árbitro(s): André Siener, Mario Lescourieux |  |
| Don Slocum 8            | Pts                     | 9 Rufino Bernedo        | Luna Park, Buenos Aires Árbitro(s): André Siener, Mario Lescourieux |  |

| 23 de octubre           | Argentina               | 56-40                   | Francia                                                                |  |
| Reporte                 |                         |                         |                                                                        |  |
| Parciales: 30-17, 26-23 | Parciales: 30-17, 26-23 | Parciales: 30-17, 26-23 | Luna Park, Buenos Aires Árbitro(s): Gualtiero Follati, Eduardo Airaldi |  |
| Leopoldo Contarbio 14   | Pts                     | 14 Jacques Dessemme     | Luna Park, Buenos Aires Árbitro(s): Gualtiero Follati, Eduardo Airaldi |  |

| 23 de octubre           | Perú                    | 33-40                   | Brasil                                                             |  |
| Reporte                 |                         |                         |                                                                    |  |
| Parciales: 15-16, 18-24 | Parciales: 15-16, 18-24 | Parciales: 15-16, 18-24 | Luna Park, Buenos Aires Árbitro(s): Marcel Pfeuti, Abdelazim Ashri |  |
| Rodolfo Salas 12        | Pts                     | 10 Algodão              | Luna Park, Buenos Aires Árbitro(s): Marcel Pfeuti, Abdelazim Ashri |  |

| 23 de octubre           | España                  | 56-57                   | Egipto                                                                |  |
| Reporte                 |                         |                         |                                                                       |  |
| Parciales: 26-23, 30-34 | Parciales: 26-23, 30-34 | Parciales: 26-23, 30-34 | Luna Park, Buenos Aires Árbitro(s): Ernesto Lastra, Gualtiero Follati |  |
| Eduardo Kucharski 26    | Pts                     | 15 Hussein Montasser    | Luna Park, Buenos Aires Árbitro(s): Ernesto Lastra, Gualtiero Follati |  |

- Estados Unidos, Argentina, Brasil y Egipto clasificaron a la Ronda Final.

## Repechaje

### Fase I
| 24 de octubre                    | Chile                   | 40-24                   | Yugoslavia                                                             |  |
| Reporte                          |                         |                         |                                                                        |  |
| Parciales: 27-11, 13-13          | Parciales: 27-11, 13-13 | Parciales: 27-11, 13-13 | Luna Park, Buenos Aires Árbitro(s): Marcel Pfeuti, César Rego Monteiro |  |
| Víctor Mahana 9 Rufino Bernedo 9 | Pts                     | 7 Aleksandar Gec        | Luna Park, Buenos Aires Árbitro(s): Marcel Pfeuti, César Rego Monteiro |  |

| 24 de octubre           | Ecuador                 | 43-48                   | Francia                                                                |  |
| Reporte                 |                         |                         |                                                                        |  |
| Parciales: 26-30, 17-18 | Parciales: 26-30, 17-18 | Parciales: 26-30, 17-18 | Luna Park, Buenos Aires Árbitro(s): Abdelazim Ashri, William Juengling |  |
| Fortunato Muñoz 11      | Pts                     | 11 Jacques Dessemme     | Luna Park, Buenos Aires Árbitro(s): Abdelazim Ashri, William Juengling |  |

- Chile y Francia clasificaron para la Repesca Fase II.

### Fase II
| 25 de octubre           | España                  | 40-54                   | Chile                                                             |  |
| Reporte                 |                         |                         |                                                                   |  |
| Parciales: 18-24, 22-30 | Parciales: 18-24, 22-30 | Parciales: 18-24, 22-30 | Luna Park, Buenos Aires Árbitro(s): Marcel Pfeuti, Aladino Astuto |  |
| Álvaro Salvadores 20    | Pts                     | 17 Rufino Bernedo       | Luna Park, Buenos Aires Árbitro(s): Marcel Pfeuti, Aladino Astuto |  |

| 25 de octubre                    | Francia                          | 49-46                            | Perú                                                                |  |
| Reporte                          |                                  |                                  |                                                                     |  |
| Parciales: 25-22, 21-24; TE: 3-0 | Parciales: 25-22, 21-24; TE: 3-0 | Parciales: 25-22, 21-24; TE: 3-0 | Luna Park, Buenos Aires Árbitro(s): Ernesto Lastra, Mariano del Río |  |
| Fernand Guillou 15               | Pts                              | 12 Eduardo Fiestas               | Luna Park, Buenos Aires Árbitro(s): Ernesto Lastra, Mariano del Río |  |

- Chile y Francia clasificaron a la Ronda Final.

## Ronda de clasificación
|    | Equipo     | Pts | G | P | PF  | PC  | Dif |
| -- | ---------- | --- | - | - | --- | --- | --- |
| 7  | Perú       | 6   | 3 | 0 | 140 | 123 | 17  |
| 8  | Ecuador    | 5   | 2 | 1 | 142 | 141 | 1   |
| 9  | España     | 4   | 1 | 2 | 89  | 97  | -8  |
| 10 | Yugoslavia | 3   | 0 | 3 | 83  | 93  | -10 |

| 27 de octubre           | Yugoslavia              | 40-45                   | Ecuador                                                          |  |
| Reporte                 |                         |                         |                                                                  |  |
| Parciales: 15-14, 25-31 | Parciales: 15-14, 25-31 | Parciales: 15-14, 25-31 | Luna Park, Buenos Aires Árbitro(s): André Siener, Aladino Astuto |  |
| Srđan Kalember 11       | Pts                     | 13 Alfredo Arroyave     | Luna Park, Buenos Aires Árbitro(s): André Siener, Aladino Astuto |  |

| 27 de octubre           | España                  | 37-43                   | Perú                                                                 |  |
| Reporte                 |                         |                         |                                                                      |  |
| Parciales: 19-20, 18-23 | Parciales: 19-20, 18-23 | Parciales: 19-20, 18-23 | Luna Park, Buenos Aires Árbitro(s): Marcel Pfeuti, Mario Lescourieux |  |
| Álvaro Salvadores 13    | Pts                     | 16 Alberto Fernández    | Luna Park, Buenos Aires Árbitro(s): Marcel Pfeuti, Mario Lescourieux |  |

| 29 de octubre                         | Yugoslavia                            | 43-46                                  | Perú                                                                  |  |
| Reporte                               |                                       |                                        |                                                                       |  |
| Parciales: 14-24, 21-11; TE: 4-4, 4-7 | Parciales: 14-24, 21-11; TE: 4-4, 4-7 | Parciales: 14-24, 21-11; TE: 4-4, 4-7  | Luna Park, Buenos Aires Árbitro(s): André Siener, César Rego Monteiro |  |
| Ladislav Demšar 15                    | Pts                                   | 12 Virgilio Drago 12 Alberto Fernández | Luna Park, Buenos Aires Árbitro(s): André Siener, César Rego Monteiro |  |

| 29 de octubre           | Ecuador                 | 54-50                   | España                                                                     |  |
| Reporte                 |                         |                         |                                                                            |  |
| Parciales: 29-25, 25-25 | Parciales: 29-25, 25-25 | Parciales: 29-25, 25-25 | Luna Park, Buenos Aires Árbitro(s): Gualtiero Follati, Juan Carlos Sánchez |  |
| Alfredo Arroyave 23     | Pts                     | 15 Juan Dalmau          | Luna Park, Buenos Aires Árbitro(s): Gualtiero Follati, Juan Carlos Sánchez |  |

| 30 de octubre       | España              | 2-0                 | Yugoslavia                                              |  |
| Reporte             |                     |                     |                                                         |  |
| Parciales: 2-0, 0-0 | Parciales: 2-0, 0-0 | Parciales: 2-0, 0-0 | Luna Park, Buenos Aires Árbitro(s): Guillermo Francella |  |
| Eduardo Kucharski 2 | Pts                 |                     | Luna Park, Buenos Aires Árbitro(s): Guillermo Francella |  |

| 30 de octubre           | Ecuador                 | 43-51                   | Perú                                                               |  |
| Reporte                 |                         |                         |                                                                    |  |
| Parciales: 17-23, 26-28 | Parciales: 17-23, 26-28 | Parciales: 17-23, 26-28 | Luna Park, Buenos Aires Árbitro(s): Ernesto Lastra, Aladino Astuto |  |
| Fortunato Muñoz 15      | Pts                     | 12 Carlos Alegre        | Luna Park, Buenos Aires Árbitro(s): Ernesto Lastra, Aladino Astuto |  |

## Ronda final
|                   | Equipo         | Pts | G | P | PF  | PC  | Dif |
| ----------------- | -------------- | --- | - | - | --- | --- | --- |
| Medalla de oro    | Argentina      | 10  | 5 | 0 | 300 | 200 | 100 |
| Medalla de plata  | Estados Unidos | 9   | 4 | 1 | 221 | 200 | 21  |
| Medalla de bronce | Chile          | 7   | 2 | 3 | 209 | 233 | -24 |
| 4                 | Brasil         | 7   | 2 | 3 | 214 | 182 | 32  |
| 5                 | Egipto         | 7   | 2 | 3 | 158 | 208 | -50 |
| 6                 | Francia        | 5   | 0 | 5 | 173 | 252 | -79 |

| 27 de octubre           | Francia                 | 44-48                   | Chile                                                                      |  |
| Reporte                 |                         |                         |                                                                            |  |
| Parciales: 19-27, 25-21 | Parciales: 19-27, 25-21 | Parciales: 19-27, 25-21 | Luna Park, Buenos Aires Árbitro(s): William Juengling, César Rego Monteiro |  |
| Jean Perniceni 9        | Pts                     | 18 Rufino Bernedo       | Luna Park, Buenos Aires Árbitro(s): William Juengling, César Rego Monteiro |  |

| 27 de octubre           | Egipto                  | 32-34                   | Estados Unidos                                                         |  |
| Reporte                 |                         |                         |                                                                        |  |
| Parciales: 19-18, 13-16 | Parciales: 19-18, 13-16 | Parciales: 19-18, 13-16 | Luna Park, Buenos Aires Árbitro(s): Gualtiero Follati, Eduardo Airaldi |  |
| Montasser 10            | Pts                     | 12 Heffley              | Luna Park, Buenos Aires Árbitro(s): Gualtiero Follati, Eduardo Airaldi |  |

| 29 de octubre          | Egipto                 | 31-28                  | Francia                                                             |  |
| Reporte                |                        |                        |                                                                     |  |
| Parciales: 10-9, 21-19 | Parciales: 10-9, 21-19 | Parciales: 10-9, 21-19 | Luna Park, Buenos Aires Árbitro(s): Eduardo Airaldi, Gonzalo Bulnes |  |
| Ismail 10              | Pts                    | 7 Perrier 7 Świdziński | Luna Park, Buenos Aires Árbitro(s): Eduardo Airaldi, Gonzalo Bulnes |  |

| 29 de octubre           | Brasil                  | 35-40                   | Argentina                                                              |  |
| Reporte                 |                         |                         |                                                                        |  |
| Parciales: 21-22, 14-18 | Parciales: 21-22, 14-18 | Parciales: 21-22, 14-18 | Luna Park, Buenos Aires Árbitro(s): Gualtiero Follati, Carlos Ceballos |  |
| Algodão 8               | Pts                     | Furlong                 | Luna Park, Buenos Aires Árbitro(s): Gualtiero Follati, Carlos Ceballos |  |

| 30 de octubre           | Argentina               | 62-41                   | Chile                                                                |  |
| Reporte                 |                         |                         |                                                                      |  |
| Parciales: 36-17, 26-24 | Parciales: 36-17, 26-24 | Parciales: 36-17, 26-24 | Luna Park, Buenos Aires Árbitro(s): William Juengling, Marcel Pfeuti |  |
| González 15             | Pts                     | 13 Araya                | Luna Park, Buenos Aires Árbitro(s): William Juengling, Marcel Pfeuti |  |

| 30 de octubre           | Brasil                  | 42-45                   | Estados Unidos                                                         |  |
| Reporte                 |                         |                         |                                                                        |  |
| Parciales: 25-26, 17-19 | Parciales: 25-26, 17-19 | Parciales: 25-26, 17-19 | Luna Park, Buenos Aires Árbitro(s): Eduardo Airaldi, Gualtiero Follati |  |
| Angelim 13              | Pts                     | 8 Slocum                | Luna Park, Buenos Aires Árbitro(s): Eduardo Airaldi, Gualtiero Follati |  |

| 31 de octubre          | Egipto                 | 19-38                  | Brasil                                                               |  |
| Reporte                |                        |                        |                                                                      |  |
| Parciales: 11-17, 8-21 | Parciales: 11-17, 8-21 | Parciales: 11-17, 8-21 | Luna Park, Buenos Aires Árbitro(s): William Juengling, Marcel Pfeuti |  |
| Youssef 6              | Pts                    | 13 Da Motta            | Luna Park, Buenos Aires Árbitro(s): William Juengling, Marcel Pfeuti |  |

| 31 de octubre           | Argentina               | 66-41                   | Francia                                                              |  |
| Reporte                 |                         |                         |                                                                      |  |
| Parciales: 38-19, 28-22 | Parciales: 38-19, 28-22 | Parciales: 38-19, 28-22 | Luna Park, Buenos Aires Árbitro(s): Gualtiero Follati, Marcel Pfeuti |  |
| Furlong 12              | Pts                     | 12 Salignon             | Luna Park, Buenos Aires Árbitro(s): Gualtiero Follati, Marcel Pfeuti |  |

| 1 de noviembre          | Chile                   | 29-44                   | Estados Unidos                                                      |  |
| Reporte                 |                         |                         |                                                                     |  |
| Parciales: 12-29, 17-15 | Parciales: 12-29, 17-15 | Parciales: 12-29, 17-15 | Luna Park, Buenos Aires Árbitro(s): Ernesto Lastra, Abdelazim Ashri |  |
| Mahana 10               | Pts                     | 7 Stanich               | Luna Park, Buenos Aires Árbitro(s): Ernesto Lastra, Abdelazim Ashri |  |

| 1 de noviembre          | Egipto                  | 33-68                   | Argentina                                                              |  |
| Reporte                 |                         |                         |                                                                        |  |
| Parciales: 15-35, 18-33 | Parciales: 15-35, 18-33 | Parciales: 15-35, 18-33 | Luna Park, Buenos Aires Árbitro(s): William Juengling, Eduardo Airaldi |  |
| Youssef 14              | Pts                     | 15 González             | Luna Park, Buenos Aires Árbitro(s): William Juengling, Eduardo Airaldi |  |

| 2 de noviembre          | Estados Unidos          | 48-33                   | Francia                                                                 |  |
| Reporte                 |                         |                         |                                                                         |  |
| Parciales: 26-23, 22-10 | Parciales: 26-23, 22-10 | Parciales: 26-23, 22-10 | Luna Park, Buenos Aires Árbitro(s): Ernesto Lastra, César Rego Monteiro |  |
| Heffley 9               | Pts                     | 9 Salignon              | Luna Park, Buenos Aires Árbitro(s): Ernesto Lastra, César Rego Monteiro |  |

| 2 de noviembre          | Chile                   | 51-40                   | Brasil                                                               |  |
| Reporte                 |                         |                         |                                                                      |  |
| Parciales: 25-17, 26-23 | Parciales: 25-17, 26-23 | Parciales: 25-17, 26-23 | Luna Park, Buenos Aires Árbitro(s): Marcel Pfeuti, William Juengling |  |
| Bernedo 26              | Pts                     | 7 Thales                | Luna Park, Buenos Aires Árbitro(s): Marcel Pfeuti, William Juengling |  |

| 3 de noviembre          | Egipto                  | 43-40                   | Chile                                                                 |  |
| Reporte                 |                         |                         |                                                                       |  |
| Parciales: 18-19, 25-21 | Parciales: 18-19, 25-21 | Parciales: 18-19, 25-21 | Luna Park, Buenos Aires Árbitro(s): André Siener, César Rego Monteiro |  |
| Ismail 12               | Pts                     | 11 Mahana               | Luna Park, Buenos Aires Árbitro(s): André Siener, César Rego Monteiro |  |

| 3 de noviembre          | Francia                 | 27-59                   | Brasil                                                                |  |
| Reporte                 |                         |                         |                                                                       |  |
| Parciales: 14-31, 13-28 | Parciales: 14-31, 13-28 | Parciales: 14-31, 13-28 | Luna Park, Buenos Aires Árbitro(s): Ernesto Lastra, William Juengling |  |
| Guillou 7 Mondar 7      | Pts                     | 32 Da Motta             | Luna Park, Buenos Aires Árbitro(s): Ernesto Lastra, William Juengling |  |

| 3 de noviembre          | Estados Unidos          | 50-64                   | Argentina                                                                                            |  |
| Reporte                 |                         |                         | |  |
| Parciales: 24-34, 26-30 | Parciales: 24-34, 26-30 | Parciales: 24-34, 26-30 | Luna Park, Buenos Aires Árbitro(s): Marcel Pfeuti, Gualtiero Follati Asistencia: 20 000 espectadores |  |
| Stanich 11              | Pts                     | 20 Furlong              | Luna Park, Buenos Aires Árbitro(s): Marcel Pfeuti, Gualtiero Follati Asistencia: 20 000 espectadores |  |

## Clasificación final
|                   | Equipo         | Pts | G | P | PF  | PC  | Dif |
| ----------------- | -------------- | --- | - | - | --- | --- | --- |
| Medalla de oro    | Argentina      | 12  | 6 | 0 | 356 | 240 | 116 |
| Medalla de plata  | Estados Unidos | 11  | 5 | 1 | 258 | 233 | 25  |
| Medalla de bronce | Chile          | 12  | 4 | 4 | 336 | 334 | 2   |
|                   |                |     |   |   |     |     |     |
| 4                 | Brasil         | 9   | 3 | 3 | 254 | 215 | 39  |
| 5                 | Egipto         | 11  | 4 | 3 | 258 | 301 | -43 |
| 6                 | Francia        | 10  | 2 | 6 | 310 | 397 | -87 |
|                   |                |     |   |   |     |     |     |
| 7                 | Perú           | 10  | 4 | 2 | 252 | 239 | 13  |
| 8                 | Ecuador        | 7   | 2 | 3 | 222 | 232 | -10 |
| 9                 | España         | 6   | 1 | 4 | 185 | 208 | -23 |
| 10                | Yugoslavia     | 5   | 0 | 5 | 134 | 166 | -32 |

Nota: Puede parecer que la clasificación está desordenada respecto a los puntos, pero estos puntos tienen valor relativo, ya que lo importante es la clasificación obtenida en las dos liguillas finales, independientemente de la puntuación obtenida en los partidos de clasificación para las mismas, que están incluidos en la tabla como mero dato estadístico.
|                               |
|                               |
| Campeón Argentina 1.er título |

## Quinteto ideal
- Oscar Furlong
- John Stanich
- Rufino Bernedo
- Álvaro Salvadores
- Ricardo González

## Anotadores

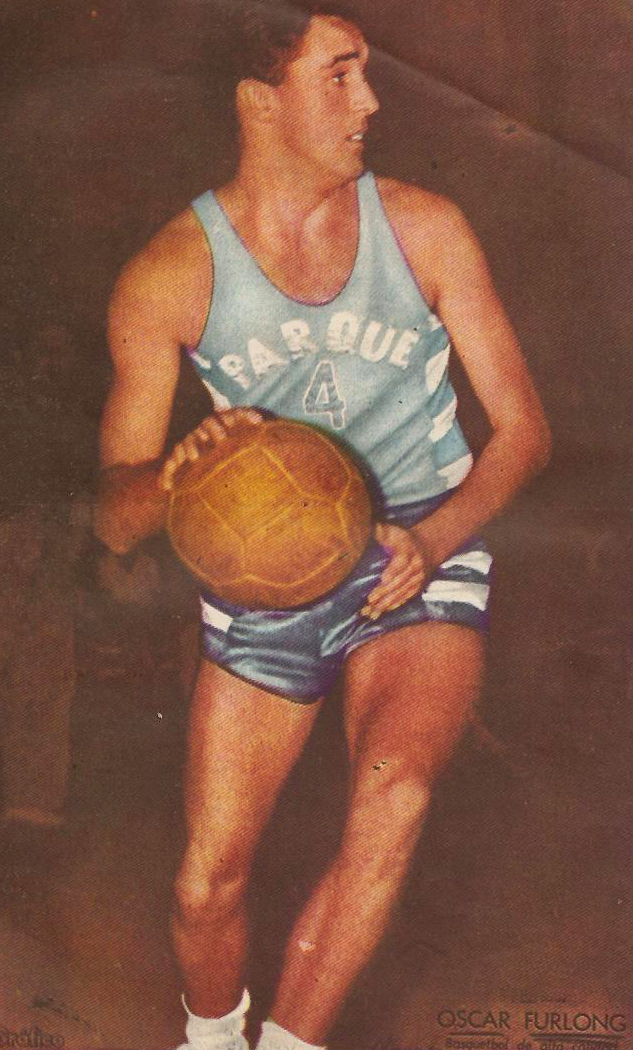
Oscar Furlong, elegido MVP del Campeonato

| Jugador           | Puntos |
| ----------------- | ------ |
| Rufino Bernedo    | 86     |
| Oscar Furlong     | 67     |
| Fortunato Muñoz   | 66     |
| Ricardo González  | 64     |
| Víctor Mahana     | 63     |
| Alfredo Arroyave  | 57     |
| Álvaro Salvadores | 55     |
| Eduardo Fiestas   | 52     |
| Jacques Perrier   | 50     |
| Alberto Fernández | 49     |

| Jugador           | Pts/Partido |
| ----------------- | ----------- |
| Álvaro Salvadores | 13.7        |
| Fortunato Muñoz   | 13.2        |
| Alfredo Arroyave  | 11.4        |
| Oscar Furlong     | 11.1        |
| Rufino Bernedo    | 10.7        |
| Ricardo González  | 10.6        |
| Eduardo Fiestas   | 8.6         |
| Alberto Fernández | 8.1         |
| Víctor Mahana     | 7.8         |
| Jacques Perrier   | 6.2         |

## Marcas
Más puntos en un partido: 114 (50-64;  Estados Unidos- Argentina)

Menos puntos en un partido: 57 (19-38;  Egipto- Brasil)
Mayor cantidad de puntos en un partido para un equipo ganador: 68 ( Argentina)

Menor cantidad de puntos en un partido en un equipo perdedor: 19 ( Egipto)
Mayor victoria: +35 (68-33;  Argentina- Egipto)

## Curiosidades
- Nebojša Popović anotó el primer punto en la historia del Campeonato Mundial de Baloncesto, en el que fue registrado como jugador y seleccionador de Yugoslavia.[5]
- La selección española logró una sola victoria: 2-0 sobre Yugoslavia. El motivo fue que los yugoslavos se sentaron en la cancha al interpretarse el himno español, en repudio al régimen franquista, y se negaron a jugar. En aquel equipo estaba Boris Stankovic, futuro secretario general de la FIBA.
- La selección de Estados Unidos fue representada por el equipo de Denver Chevrolets.[6]
- Argentina fue la única selección que superó los 60 puntos en al menos un encuentro, lográndolo en tres partidos.
- El jugador Álvaro Salvadores Salvi, chileno de nacimiento, jugó por la selección española y fue elegido como parte del equipo ideal del torneo.